# Тан Ліншен
Тан Ліншен (10 січня 1971) — китайський важкоатлет.
Олімпійський чемпіон 1996 року в категорії до 59 кг.